# Сигалет, Джонатан
Джонатан Сигалет (англ. Jonathan Sigalet; род. 12 февраля 1986, Ванкувер, Канада) — канадский хоккеист, защитник. В настоящее время является игроком клуба «Брюнес», выступающего в шведской лиге.

## Карьера
Джонатан Сигалет начал свою профессиональную карьеру в 2005 году в составе клуба Американской хоккейной лиги «Провиденс Брюинз», успешно выступая до этого в студенческих лигах Северной Америки. В том же году на драфте НХЛ он был выбран в 4 раунде под общим 100 номером клубом «Бостон Брюинз». В своём дебютном сезоне Джонатан провёл на площадке 81 матч, в котором он набрал 39 (11+28) очков, став, таким образом, самым результативным защитником клуба.
В следующем сезоне Сигалет также успешно выступал в АХЛ, а 9 января 2007 года в матче против «Оттавы Сенаторс» он дебютировал в Национальной хоккейной лиге, проведя на площадке почти 15 минут. Это был единственный матч Джонатана в составе «мишек», и весь сезон 2007/08 он провёл в составе фарм-клуба, отметившись 26 (3+23) набранными очками в 84 матчах. 28 мая 2008 года Сигалет был обменян в «Коламбус Блю Джэкетс». Он так и не получил шанс проявить себя в НХЛ, на протяжении трёх сезонов выступая в АХЛ в составе фарм-клубов «жакетов», в общей сложности за 171 матч сумев набрать 61 (22+39) очко.
22 июля 2011 года Джонатан принял решение отправиться в Европу, подписав двухлетний контракт с новичком Континентальной хоккейной лиги попрадским «Львом». 12 сентября того же года в матче против магнитогорского «Металлурга» Сигалет дебютировал в КХЛ, а спустя 9 дней в игре с мытищинским «Атлантом» он набрал своё первое очко в лиге, сделав результативную передачу. 26 января 2012 года Джонатан забросил свою первую шайбу в лиге в ворота московского ЦСКА. Всего по итогам своего дебютного сезона в лиге Сигалет сумел отметиться 8 (1+7) набранными очками в 49 проведённых матчах, однако по окончании сезона он покинул «Лев» и заключил соглашение с едва вступившим в КХЛ братиславским «Слованом».

### Международная
В составе сборной Канады Джонатан Сигалет принимал участие в юниорском чемпионате мира 2004 года, на котором канадцы заняли только 4 место, а сам Джонатан набрал 2 (0+2) очка в 7 проведённых матчах.

## Статистика выступлений
Последнее обновление: 5 июня 2012 года
|                 |                      |                 | Регулярный сезон | Регулярный сезон | Регулярный сезон | Регулярный сезон | Регулярный сезон | Регулярный сезон | Плей-офф | Плей-офф | Плей-офф | Плей-офф | Плей-офф | Плей-офф |
| Сезон           | Команда              | Лига            | Игр              | Г                | П                | Очк              | +/-              | Штр              | Игр      | Г        | П        | Очк      | +/-      | Штр      |
| --------------- | -------------------- | --------------- | ---------------- | ---------------- | ---------------- | ---------------- | ---------------- | ---------------- | -------- | -------- | -------- | -------- | -------- | -------- |
| 2003/04         | Универ. Боулинг Грин | NCAA            | 37               | 3                | 12               | 15               | -16              | 26               | —        | —        | —        | —        | —        | —        |
| 2004/05         | Универ. Боулинг Грин | NCAA            | 35               | 3                | 13               | 16               | -2               | 36               | —        | —        | —        | —        | —        | —        |
| 2005/06         | Провиденс Брюинз     | АХЛ             | 75               | 9                | 27               | 36               | +12              | 59               | 6        | 2        | 1        | 3        | --       | 9        |
| 2006/07         | Провиденс Брюинз     | АХЛ             | 50               | 9                | 13               | 22               | +3               | 37               | —        | —        | —        | —        | —        | —        |
| 2006/07         | Бостон Брюинз        | НХЛ             | 1                | 0                | 0                | 0                | -2               | 4                | —        | —        | —        | —        | —        | —        |
| 2007/08         | Провиденс Брюинз     | АХЛ             | 74               | 3                | 20               | 23               | +20              | 58               | 10       | 0        | 3        | 3        | +6       | 12       |
| 2008/09         | Сиракьюз Кранч       | АХЛ             | 19               | 5                | 6                | 11               | +13              | 16               | —        | —        | —        | —        | —        | —        |
| 2009/10         | Сиракьюз Кранч       | АХЛ             | 69               | 8                | 11               | 19               | -2               | 66               | 16       | 5        | 4        | 9        | +3       | 8        |
| 2010/11         | Спрингфилд Фэлконс   | АХЛ             | 67               | 4                | 18               | 22               | +12              | 57               | —        | —        | —        | —        | —        | —        |
| 2011/12         | Лев                  | КХЛ             | 49               | 1                | 7                | 8                | +6               | 30               | —        | —        | —        | —        | —        | —        |
| Всего в НХЛ     | Всего в НХЛ          | Всего в НХЛ     | 1                | 0                | 0                | 0                | -2               | 4                | —        | —        | —        | —        | —        | —        |
| Всего в КХЛ     | Всего в КХЛ          | Всего в КХЛ     | 49               | 1                | 7                | 8                | +6               | 30               | —        | —        | —        | —        | —        | —        |
| Всего в карьере | Всего в карьере      | Всего в карьере | 476              | 45               | 127              | 172              | +44              | 389              | 32       | 7        | 8        | 15       | +9       | 29       |

### Международная
| Турнир   | Место | Игр | Г | П | Очк | +/- | Штр |
| -------- | ----- | --- | - | - | --- | --- | --- |
| ЮЧМ-2004 | 4     | 7   | 0 | 2 | 2   | +1  | 4   |